# 蕭子響
蕭子響（469年—490年9月26日），字云音，齊武帝蕭赜第四子，母为张淑妃。

## 生平
豫章王萧嶷早年无子，养蕭子響为子。后来，萧嶷有了儿子，仍留下了蕭子響，立为世子。齊武帝即位后，任命蕭子響为辅国将军、南彭城太守、临淮太守。蕭子響勇力绝人，常对诸王不敬。因出继的缘故，蕭子響的车服与诸王不同，遂心发怨恨。齊武帝知道此事后，令子響的车服与其他皇子相同。
永明三年四月戊戌（485年5月1日），出任使持节、都督豫州、司州之汝南、郢州之西阳二郡军事、冠军将军、豫州刺史。永明四年（486年），进号右将军。后改任散骑常侍、右卫将军。永明六年三月己亥（488年4月16日），有司奏请让蕭子響还本，于是封为巴东王。永明七年二月丙子（489年3月19日），改任中护军。三月庚戌（4月22日），改任江州刺史。十二月己亥（490年2月5日），改任使持节、都督荆、湘、雍、宁、梁、南秦、北秦七州军事、镇军将军、荆州刺史。

### 兵變及身死
蕭子響好武，所用服饰常违制，长史刘寅等连名向齊武帝告发此事。蕭子響闻之大怒，诘问刘寅、谘议参军江悆、司马席恭穆、殷昙粲、中兵参军周彦、典签王贤宗、吴修之、魏景渊。刘寅等不言，遂被蕭子響处死。
齊武帝知道蕭子響殺死劉寅等人後，感到非常憤怒，並於朝堂上向大臣說：「蕭子響造反了！」戴僧靜回應齊武帝說：「諸王都應該反叛，豈止巴東王？」並指出諸王被典籤掣肘，連飲食都不自由。
齊武帝命令蕭子響「束手自歸」。蕭子響不聽，率百余人击退了前来的朝臣。齊武帝于是遣丹阳尹萧顺之率军讨伐蕭子響。萧顺之到临后，子響的部下四处逃散。永明八年八月壬辰（490年9月26日），蕭子響被赐死，时年二十二岁。
《南史》指蕭子響的兄長皇太子蕭長懋暗中囑咐蕭順之，不能讓蕭子響活著返回建康，因此蕭順之拒絕蕭子響自辯的要求，並親手縊死蕭子響。清朝史家趙翼于《廿二史劄记》中，認為寫作《南齊書》的蕭子顯（蕭嶷之子）因為需要對蕭長懋及蕭順之二人避諱而對蕭子響被殺的經過含糊其辭。

### 死後影響
蕭子響死后，被除去属籍，削去爵土，并被改姓为蛸氏。然而，齊武帝对杀死自己的儿子一事感到悔恨不已，游华林园时，见猿对跳子鸣啸，呜咽流涕。
曾為蕭子響養父的蕭嶷勸齊武帝恢復蕭子響的名位，但齊武帝没有採纳，而是把蕭子響改貶為魚復侯。
蕭順之知道齊武帝思念兒子后，因憂懼而生病去世。《南史》指蕭順之的兒子蕭衍因此協助蕭子響的堂叔蕭鸞（即齊明帝）殺害齊武帝的其他子孫，以報先父之恥。

## 延伸阅读
[在维基数据编辑]
 《南齊書·卷40》，出自萧子显《南齊書》